# أسود برودو

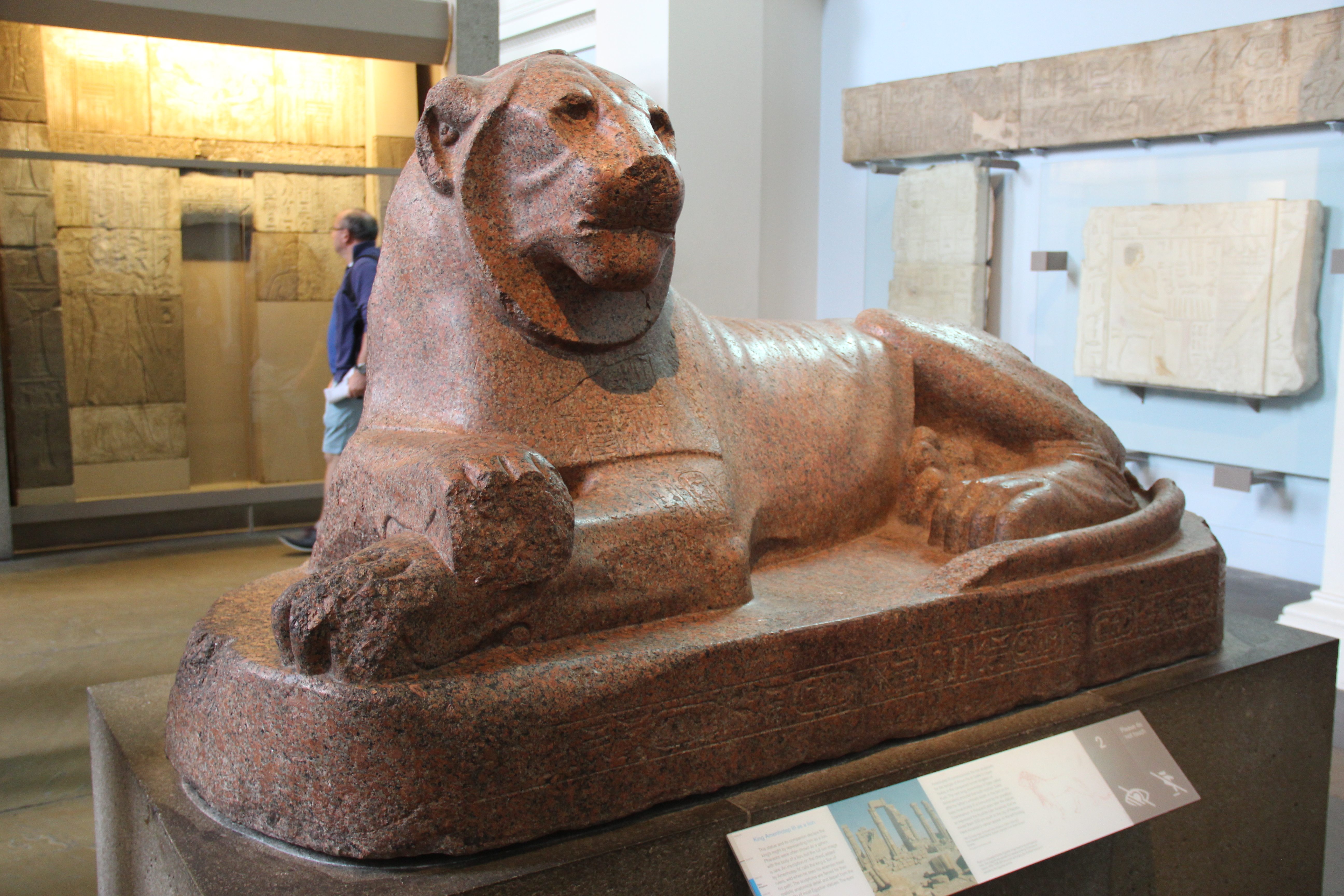
أسود برودو في المتحف البريطاني

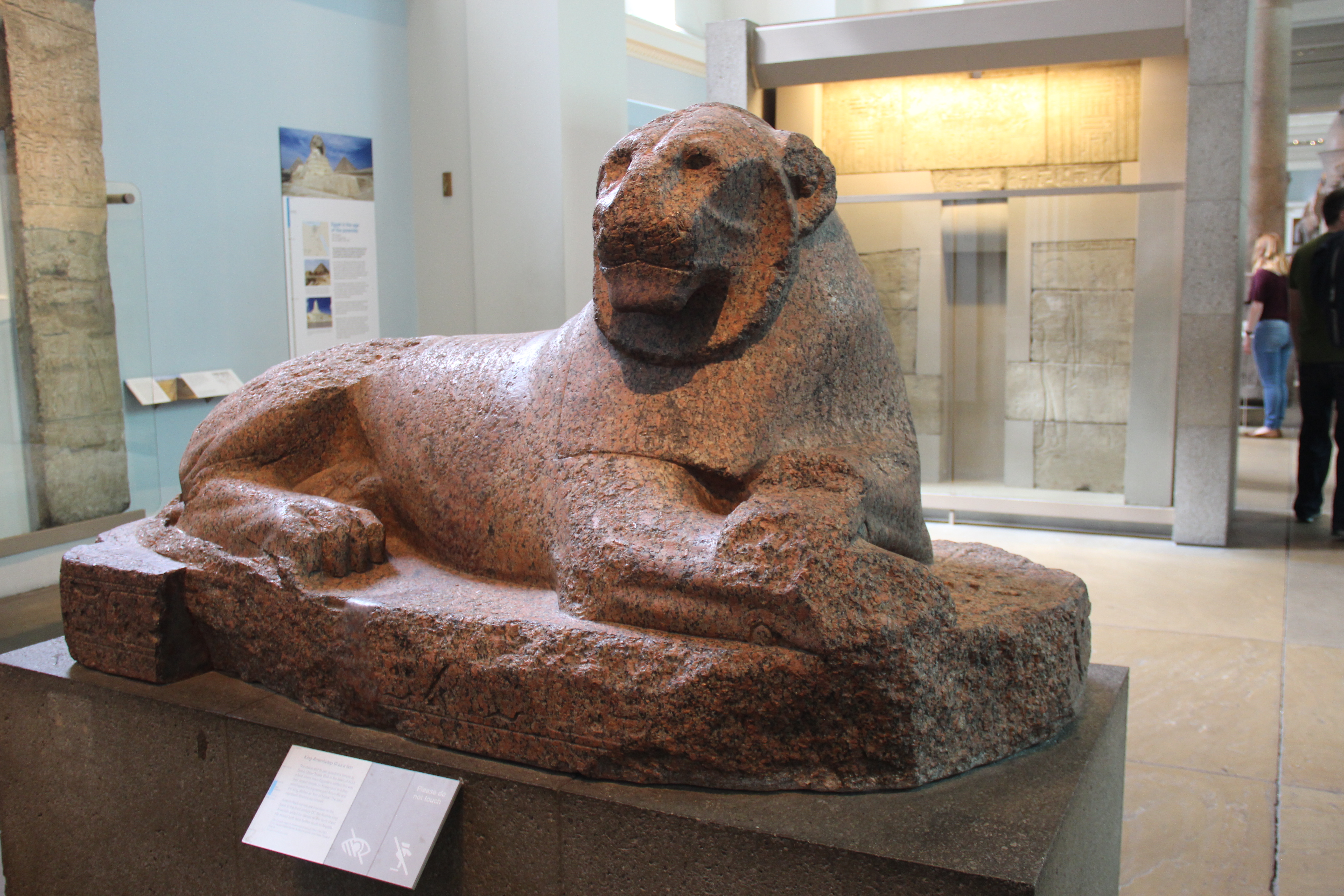

أسود برودو عبارة عن زوج من المنحوتات الأثرية المصنوعة من الجرانيت الأحمر المصري القديم والتي يعود تاريخها إلى الأسرة المصرية الثامنة عشر، حوالي عام 1370 قبل الميلاد. يتم عرضها الآن في المتحف البريطاني. وقفت الأسود في الأصل كشخصيات حراسة في معبد صوليب في النوبة، الذي بناه ملك الأسرة الثامنة عشر أمنحتب الثالث.

## وصف

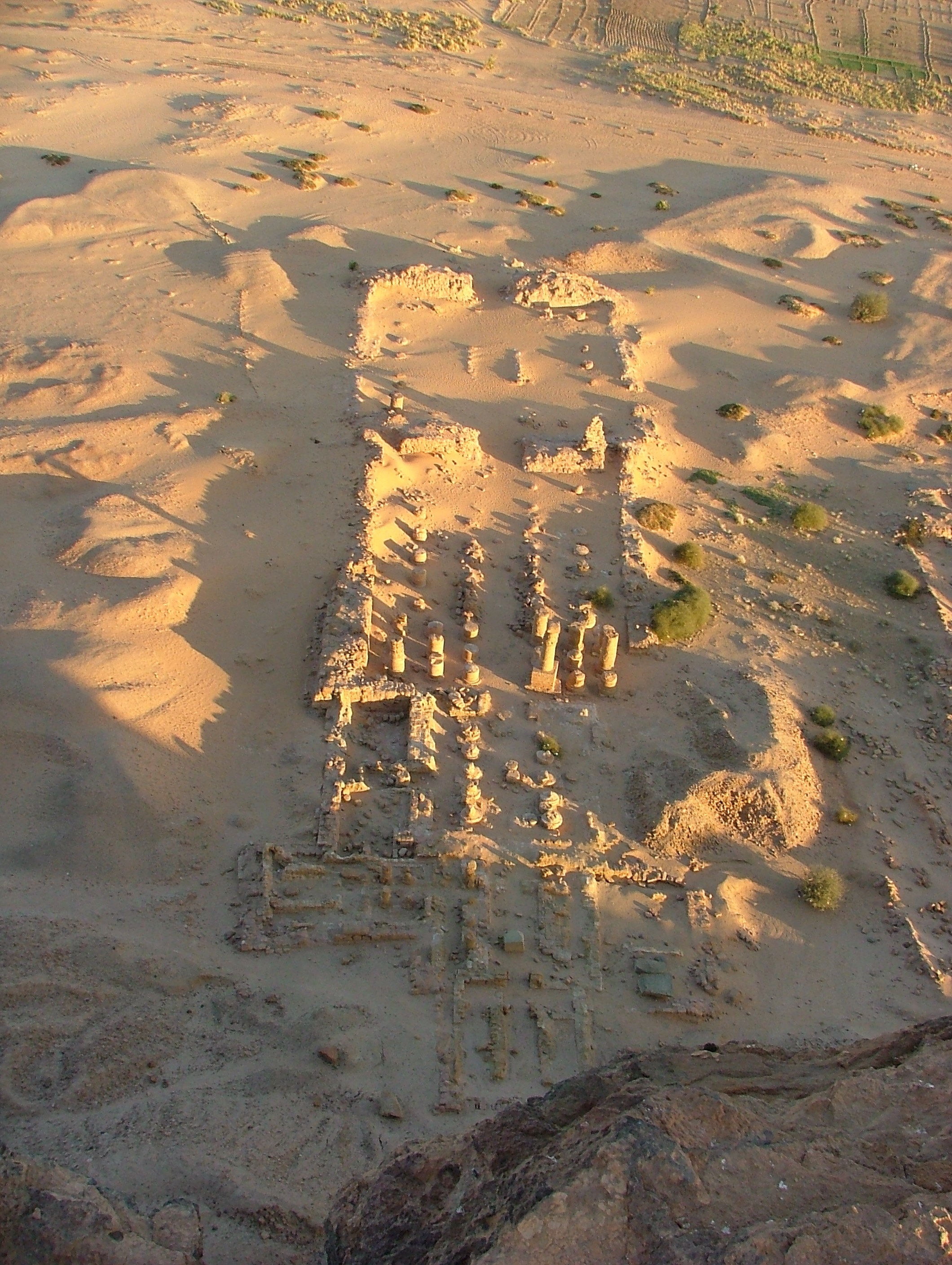
معبد آمون في جبل البركل، المدينة التي تم فيها نقل أسود الجرانيت

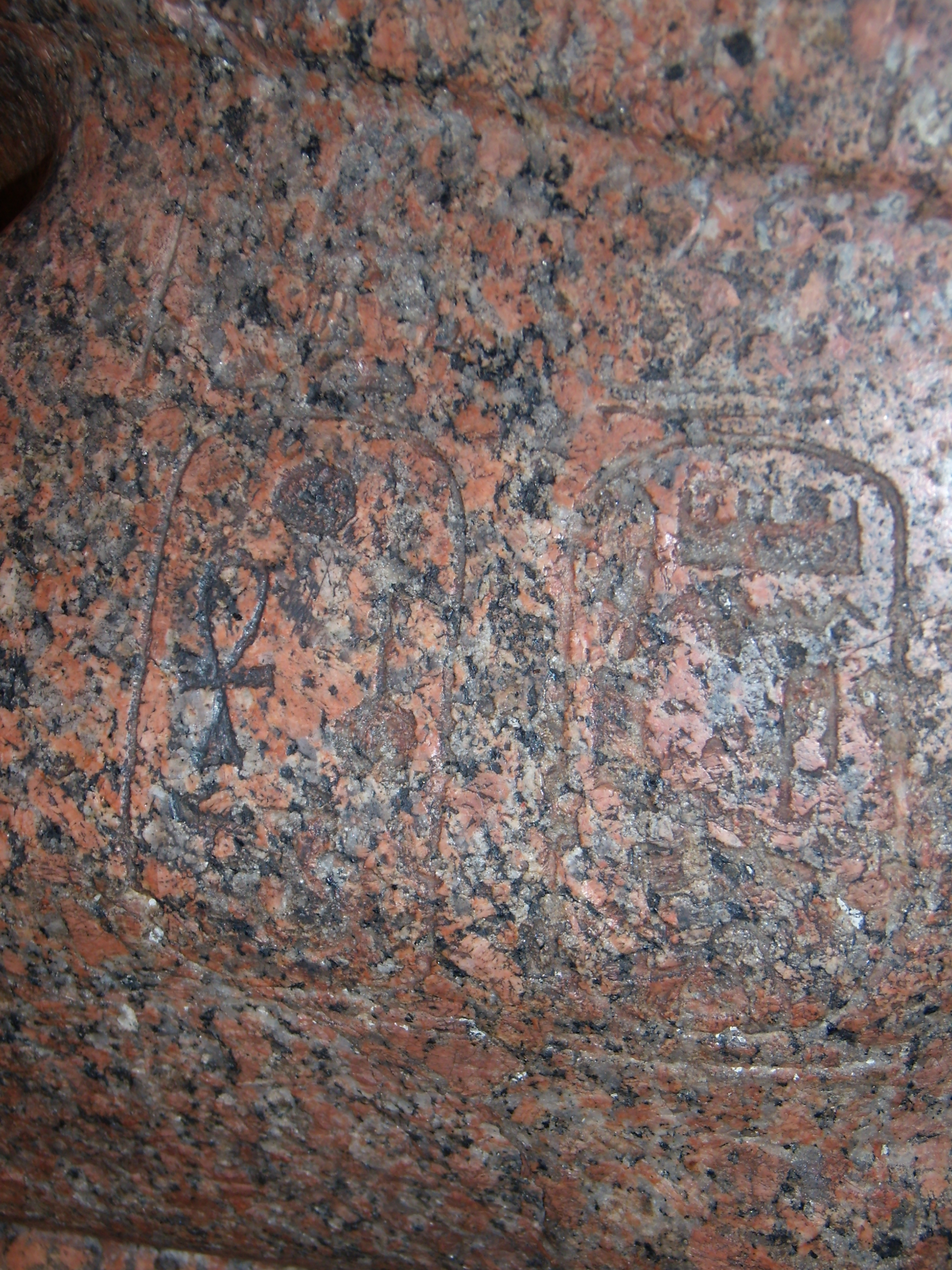
أمانيزلو ملك مروي على أحد الأسود.

ليس من المستغرب بالنسبة لمثل هذه التماثيل الرائعة، أن الأسود تحمل العديد من النقوش التي تسجل إعادة استخدامها من قبل مختلف الحكام. تعود النقوش الأصلية إلى الملك المصري أمنحتب الثالث. كما تم تسجيل تجديد المعبد من قبل توت عنخ آمون: «هو الذي جدد نصب لـ والده، ملك مصر العليا والسفلى، رب الأرضين، نبمر، صورة رع، ابن رع، أمينوفيس، حاكم طيبة» يشير نقش آخر إلى أن الملك المصري آي، خليفة توت عنخ آمون، نقلهم. في القرن الثالث قبل الميلاد، تم نقل الأسود إلى جبل البركل، وهي مدينة تقع جنوب البلاد على يد أمانيزلو، ملك مروي الكوشية. وفقًا للتقاليد، تم نقش أسماء أمانيزلو أيضًا على الأسود.
في أوائل القرن التاسع عشر الميلادي، تم جمع الأسود في جبل البركل من قبل اللورد برودو، الذي قام بشحنها إلى القاهرة ثم إلى لندن. وفقًا لمدونة المتحف حول كيفية ظهور الأشياء في المجموعة، «ساعد القنصل العام البريطاني في القاهرة في تأمين الفرمانات اللازمة (التصاريح) من السلطات. ثم تبرع اللورد برودهو بالأسود للمتحف البريطاني في عام 1835». يتشارك الزوجان في رقم التسجيل EA 2.
أحد طرازات الفن المصري القديم مصنوعة من الجرانيت الأحمر ويبلغ ارتفاعهم 117 سم وعرضهم 93 سم وعمقهم 216 سم. موجودون في المتحف البريطاني في لندن. هم في وضع مريح وطبيعي، مستلقون على جوانبهم ورؤوسهم مائلة إلى الجانب ومخالبهم الأمامية متقاطعة، بدلاً من الوضع التقليدي الأكثر صلابة لأبو الهول أو الأسد، حيث يكون رأسه مواجهًا للأمام ومخالبه ممتدة إلى الأمام.

## البحث والتاريخ
ظهرت التماثيل في موقع مروي المسمى جبل البركل، على الرغم من أنه يأتي من معبد صوليب في النوبة القديمة (السودان حاليًا)، واكتشفه ألغيرنون بيرسي، دوق نورثمبرلاند الرابع (15 ديسمبر 1792 - 1865، أرستقراطي والسياسي المحافظ المعروف باسم اللورد برودو.
تم وضع الزوجين من الأسود الجرانيت كأوصياء على بوابات معبد صوليب، وقد تم عمل النقوش التي تم دمجها بواسطة حكام مختلفين مثل توت عنخ آمون وآي وأمانيزلو، وكان آخر حاكم لمروي هو الذي نقل الأسود جنوب جبل البركل.